# San Andrés Tuxtla
San Andrés Tuxtla è una municipalità dello stato di Veracruz, nel Messico centrale, il cui capoluogo è la località omonima.
Conta 157.364 abitanti (2010) e ha una estensione di 957,21 km². 	 	
Il nome della località è dedicato a Sant'Andrea apostolo, mentre la parola Tuxla in lingua nahuatl significa luogo dei pappagalli.
Nei pressi della città si trova la cascata di Eyipantla, la più imponente della regione, alta 40 m ed ampia 50 m.